# Натаревич, Аркадий Михайлович
Аркадий Михайлович Натаревич (род. 17 ноября 1940, Ленинград — 11 июня 2018, Санкт-Петербург) — советский и российский художник-монументалист, витражист.

## Биография
Сын живописца Михаила Натаревича.
В 1952—1959 гг. учился в Средней художественной школе при институте им. И. Е. Репина («СХШ»). В 1959—1966 гг. учился в Ленинградском высшем художественно-промышленном училище им. В. И. Мухиной, где получил образование как рисовальщик, живописец, художник декоративно-прикладного искусства. Дипломная работа — керамический рельеф «Первые отряды Красной гвардии Дзержинского района» (не сохранилась) — предназначалась для стелы в сквере напротив Дома офицеров (арх. К. С. Митрофанов).
В 1966—1968 гг. преподавал в Художественной школе при ВХПУ им. В. И. Мухиной. Затем поступил в штат Комбината живописно-оформительских работ, затем — в Комбинат декоративно-прикладного искусства и скульптуры. В начале 1970-х получил первые крупные заказы на роспись общественных учреждений в разных городах страны. В 1977 году стал членом Ленинградского отделения Союза художников РСФСР.
В 1977—1979 гг. впервые попробовал себя в технике витража. Для лестничной клетки здания Русского географического общества в Ленинграде впервые в России выполнил витражи в экспериментальной технике окрашивания стекла окислами металлов. Скудная цветовая гамма стёкол, выпускавшихся тогда советскими стекольными заводами, очень ограничивала художников. Применённый А. М. Натаревичем способ окраски стекла обогатил фабричное стекло дополнительными оттенками и колористическими нюансами, что было существенным достижением своего времени.
В последующие годы мастер совершенствовал технологию окраски стекла, одновременно ведя поиск собственного стиля и художественного языка. Среди наиболее крупных работ — витражи на морскую тему в интерпретации античных мифов для гостиницы «Англетер» в Ленинграде, витражи для дворца культуры г. Тихвина. В 1994 году мастер завершил грандиозную работу по созданию витражного плафона для центра «Олимпия» в Петербурге (Литейный пр., 14).
В 1990—2000-е годы работал в сфере частных заказов.
В 2005 году Указом президента РФ награждён медалью «В память 300-летия Санкт-Петербурга».

### Личная жизнь
Жена (с 1967 года) — художник Галина Борисовна Натаревич (урождённая Зильбер, род. 1941), дочь балерины Кировского театра Генриэты Иосифовны Райцых (в первом браке Долкарт, 1918—?), племянница писателя Ю. О. Домбровского.

## Работы
- 1969 — мозаичное панно «Природа и труд» на фасаде промышленного здания в г. Горьком.
- 1969 — роспись в холле Дворца культуры г. Красный луч на тему «Искусства» (в соавторстве с Н. Подлесовым)
- 1970 — роспись стены в вестибюле дома быта г. Грозного «Чечено-ингушский танец».
- 1971—1973 — настенная роспись в ресторане гостиницы «Советская» в Ленинграде (арх. А. И. Прибульский, 1969) — не сохранилась.
- 1974 — роспись холла ресторана гостиницы «Карелия» в Ленинграде на тему «Русские пословицы и поговорки».
- 1975—1976 — витражи лестничной клетки библиотеки Академии наук (БАН), Ленинград.
- 1977—1979 — витражи для здания Русского географического общества, Ленинград. Демонтированы[3].
- 1980—1983 — огромный витраж-стена во дворце культуры г. Тихвина на тему «История возникновения города Тихвина».
- 1984—1987 — витраж «Из истории русского флота» в административном здании ЦНИИ им. Крылова, Ленинград.
- 1988—1991 — витражи в ночном ресторане гостиницы «Англетер», Ленинград. Демонтированы.
- 1992—1994 — витражный купол на тему «Морские фантазии Петербурга» в культурно-деловом центре «Олимпия». Частично переделан.
- 1995 — эскизы витражей для лестничной клетки гостиницы на р. Карповке на тему «Библейские сюжеты».
- 1990—2000-е — ряд витражей для частных квартир.

## Выставки
- 2001 — выставка династии Натаревичей, Вайнманов и Харламовых в ЦВЗ «Манеж», Санкт-Петербург.
- 2008 — персональная выставка в «Художественной галерее стекла Росвуздизайна», Санкт-Петербург.
- 2009 — групповая выставка художников в галерее «Толстой сквер», Санкт-Петербург.
- 2009 — персональная выставка А. М. Натаревича в Санкт-Петербургской государственной художественно-промышленной академии им. А. Л. Штиглица.